# Angela Kummert
Angela Kummert (* 18. September 1955 in Kropstädt, heute Lutherstadt Wittenberg als Angela Rzehulka) ist eine deutsche Försterin und Politikerin (PDS). Sie gehörte der letzten Volkskammer der DDR an.

## Leben und Beruf
Kummert, die Tochter eines Försters, besuchte die Polytechnische Oberschule in Dähre und die Erweiterte Oberschule in Salzwedel, die sie mit dem Abitur abschloss. Sie studierte Forstwissenschaften an der TU Dresden und schloss als Diplom-Forstingenieurin ab. Seit 1978 war sie als Försterin später als Oberförsterin in ihrem Wohnort Beetzendorf tätig. Im Mai 2007 übernahm sie die Leitung des Waldpädagogischen Zentrums des Ministeriums für Landwirtschaft und Umwelt in Pechau.
Neben ihrem Beruf ist Kummert als Hundezüchterin aktiv. Im Deutschen Teckelklub 1888 war sie Zuchtwart, sie war Vorsitzende der Gruppe Letzlinger Heide und gehörte dem Vorstand des Landesverbandes Sachsen-Anhalt an.

## Politik
Kummert war Mitglied der PDS. Bei der Volkskammerwahl 1990 kandidierte sie auf Platz 3 der PDS-Liste im Wahlkreis Magdeburg, über den sie in die Volkskammer einzog. Sie gehörte dieser bis zu deren Auflösung zum 2. Oktober 1990 an.